# マリア・デル・マール・ボネット

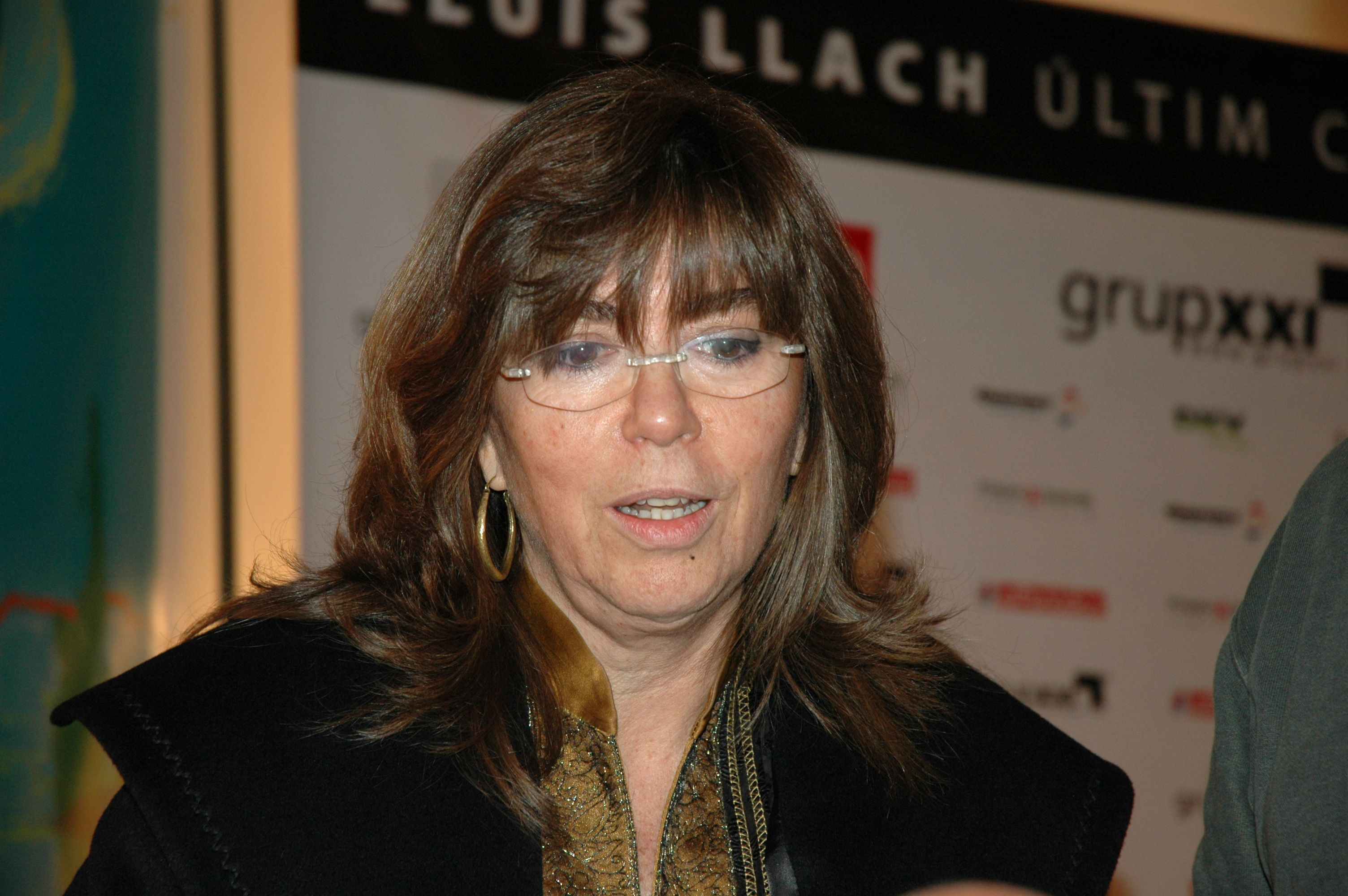
マリア・デル・マール・ボネット（2007年）

マリア・デル・マール・ボネット（Maria del Mar Bonet、バレアレス・カタロニア語・[məˈɾi.ə ðəl ˈma boˈnət]、1947年4月27日 - ）は、マヨルカ島パルマ・デ・マヨルカ出身であるスペインの歌手。

## 生い立ちとキャリア
ボネットは美術学校で陶芸を学んでいたが、最終的には音楽に専念することにした。彼女は1967年にバルセロナに到着し、エルス・セッツェ・ジュトゲス（Els Setze Jutges）というグループで歌い始めた。フランシスコ・フランコ独裁時代にはカタルーニャ語とその音楽が禁止されていたにもかかわらず、彼女はカタルーニャ語で多くの民族音楽アルバムを発表した。彼女は中国のほか、日本、旧ソ連、チュニジア、オランダ、ポーランド、ベルギー、フランス、イギリス、ブラジル、スウェーデン、スイス、ベネズエラ、メキシコ、アメリカでも公演を行っている。

## レコーディングの経歴
1981年、ボネットはジャック・ダンジャンや、著名なブルターニュのハープ奏者アラン・スティーヴェルの伴奏とともに、パリでアルバム『Jardí Tancat』を録音した。チュニス伝統音楽アンサンブルや、ブラジルの音楽家ミルトン・ナシメントとも共演した。彼女はフランスのシャルル・クロス・アカデミー賞、カタルーニャ州サン・ジョルディ十字勲章、そしてカタルーニャ州政府から与えられる国家賞を受賞している。1984年に、フランス政府が、フランスでリリースされた最高の外国レコードに与えられるシャルル・クロス・アカデミー賞を授与した。同年、ボネットはカタルーニャ州政府（カタルーニャ政府）の最高栄誉であるサン・ジョルディ十字勲章を授与された。1985年、北アフリカの音楽への興味と研究の結果、彼女はチュニジアのアンサンブル・デ・ミュージック・トラディショネルと『Anells d'aigua』(「水の輪」の意)を録音し、その後、グループとともにフランスとスペイン全土をツアーした。1998年に彼女は海外ツアーを行い、アマンシオ・プラダ、ロキージョ、ジョルディ・サバテス、ロサ・ベルジェスなどの他の著名なスペイン人アーティストたちとコラボレーションを行った。2001年、ボネットはジャクソン・ブラウンのトリビュート・アルバム『Sing My Songs』をレコーディングした。このアルバムは2001年7月にバルセロナのゴシック地区でライブ録音された。このアルバムは2002年スペイン・ワールド・ミュージック・アワードを受賞している。

## ディスコグラフィ

### リーダー・アルバム
- Maria del Mar Bonet (1970年)
- Maria del Mar Bonet (1971年)
- Maria del Mar Bonet (1974年)
- A l'Olympia (1975年)
- Cançons de festa (1976年)
- Alenar (1977年)
- Saba de terrer (1979年)
- Quico-Maria del Mar (1979年) ※with Francesc Pi de la Serra
- Sempre (1981年)
- L'àguila negra (1981年)
- Jardí tancat (1981年)
- Breviari d'amor (1982年)
- Cançons de la nostra mediterrània (1982年) ※with Al Tall
- Anells d'aigua (1985年)
- Gavines i dragons (1987年)
- Ben a prop (1989年) ※with マネル・カンプ
- Bon viatge faci la cadernera (1990年)
- Coreografies (1990年)
- El·las (1993年)
- Salmaia (1995年)
- Primeres cançons (1997年)
- 『時の心』 - El cor del temps (1997年)
- 『炎の馬』 - Cavall de foc (1999年)
- 『ライシャ』 - Raixa (2001年)
- Cants d'Abelone (2001年) ※with Rafael Subirachs
- Collita pròpia (2003年)
- 『アミック、アマット』 - Amic, amat (2004年)
- 『秘密の場所』 - Terra Secreta (2007年)
- 『ベイベール』 - Bellver (2010年)
- 『魂の歌』 - Blaus de l'ànima, més de 20 anys ben a prop (2011年) ※with マネル・カンプ
- 『火のまつり』 - Fira encesa. Canta Bartomeu Rosselló-Pòrcel (2013年)
- Esencial (2014年)
- 『ウルトラマール』 - Ultramar (2017年)
- 『ライブ・アット・ミカレ劇場』 - Enregistrat En Directe Al Teatre Micalet (2020年) ※with ボルハ・ペナルバ

### コンピレーション・アルバム
- Canto por el cambio (2004年)
- 『三つのオレンジへの愛』 - L'amor de Les Tres Taronges (2007年)

## 受賞歴と業績
- 1984年 : カタルーニャ州政府サン・ジョルディ十字勲章
- 1984年 : フランスで編集された最優秀海外ディスクに贈られるアカデミー賞
- 1990年 : ガブリエル・アロマール・イ・ビジャロンガ、バレアレス文化功績に対する12月31日賞
- 1992年 : カタルーニャ州知事賞
- 2000年 : バレアレス諸島政府からのラモン・リュイ賞[2]
- 2000年 : 第IV版音楽賞のカタルーニャ州ミラー・カンソ賞
- 2001年 : アルバム『ライシャ』 - 第VI版音楽賞のベスト・トラディショナル・フォーク・ミュージック・アルバム賞
- 2002年 : アルバム『ライシャ』 - 第VI版音楽賞のカタルーニャ州最優秀アルバム賞
- 2002年 : アルタヴュ賞 2002
- 2002年 : 批評家協会エンダーロック賞のフォーク・ノヴス・ミュージック最優秀アルバム賞
- 2003年 : ルイージ・テンコ賞 2003（イタリア）
- 2003年 : アルバム『アミック、アマット』によりバルセロナ・シウタット音楽賞
- 2003年 : マヨルカ島のメダラドール
- 2008年 : サルデーニャのマリア・カルタ賞